# Glyptodontopelta mimus
Glyptodontopelta mimus es la única especie conocida del género extinto  Glyptodontopelta  (gr. “escudo de Glyptodon”) de dinosaurio tireóforo anquilosauriano, que vivió a finales del período Cretácico, hace aproximadamente 71 y 65 millones de años, en el Maastrichtiense, en lo que es hoy Norteamérica.

## Decripción

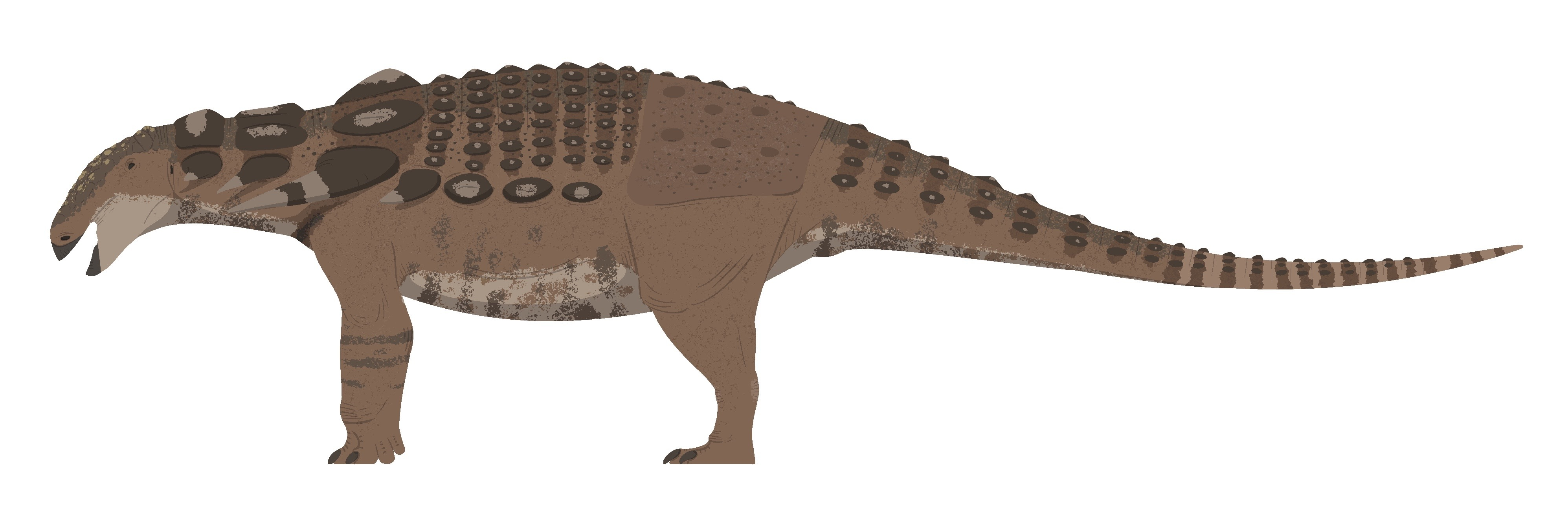
Recreación en vida.

Glyptodontopelta fue un dinosaurio acorazado de alrededor de 5 metros de largo 2  de alto y un peso de 2800 kilogramos. Su nombre proviene de su blindaje pélvico que posee una forma un similar al del mamífero extinto gliptodonte. Escudos de este tipo es probablemente sobre la región pélvica, donde deben formaron un blindaje se encontraron también en Polacanthus y Stegopelta. La armadura consiste en escudos grandes y asimétricos, hexagonales, pentagonales y cuadriláteros que tienen picos bajos o planos que se bordean y se fijan en un modelo del mosaico, formando un blindaje sólido sobre los iliones, entre los cuales hay pequeños osículos ocupando todos los lugares disponibles.

## Descubrimiento e investigación
Glyptodontopelta se encontró en miembro Naashoibito de la pizarra de Kirtland, en el arroyo Barrel Springs, condado de San Juan, Nuevo México. Gilmore en 1919, lo publicó como género y especie indeterminada, basado solo en partes de la armadura. Lehman en 1981 lo clasifica como un nodosáurido. En el 2000 Tracy Ford lo describió en el Boletín del Museo de Historia Natural y Ciencia de Nuevo México n.º 17, en las páginas 171. Glyptodontopelta mimus es colocado junto con Stegopelta en una nueva subfamilia llamada Stegopeltinae, pero otros lo incluyen dentro de Shamosaurinae. Fue identificado como dudoso en la revisión de los anquilosaurianos de 2004, pero en 2008 la publicación de Michael Burns opina como Ford que la armadura es suficientemente distintitiva como para considerarlo un género válido. Burns también lo consideró un Nodosauridae y se propuso que otro taxón basado en  armadura de Nuevo México, Edmontonia australis, es un sinónimo de Glyptodontopelta mimus.